# Pływanie na Letnich Igrzyskach Olimpijskich 1976 – 400 m stylem zmiennym kobiet
400 m stylem zmiennym kobiet – jedna z konkurencji pływackich rozgrywanych podczas XXI Igrzysk Olimpijskich w Montrealu. Eliminacje i finał miały miejsce 24 lipca 1976 roku.
Mistrzynią olimpijską została reprezentantka NRD Ulrike Tauber, która czasem 4:42,77 pobiła rekord świata. Srebrny medal wywalczyła Kanadyjka Cheryl Gibson, ustanawiając nowy rekord obu Ameryk (4:48,10). Brąz zdobyła rodaczka Gibson, Becky Smith (4:50,48).

## Rekordy
Przed zawodami rekord świata i rekord olimpijski wyglądały następująco:
| Rekord            | Zawodniczka    | Czas    | Miejsce   | Data             |
| ----------------- | -------------- | ------- | --------- | ---------------- |
| Rekord świata     | Birgit Treiber | 4:48,79 | Berlin    | 1 czerwca 1976   |
| Rekord olimpijski | Gail Neall     | 5:02,97 | Monachium | 31 sierpnia 1972 |

W trakcie zawodów ustanowiono następujące rekordy:
| Data     | Etap konkurencji      | Zawodniczka   | Czas    | Rekord |
| -------- | --------------------- | ------------- | ------- | ------ |
| 24 lipca | wyścig eliminacyjny 1 | Becky Smith   | 4:52,90 | OR     |
| 24 lipca | wyścig eliminacyjny 3 | Ulrike Tauber | 4:51,24 | OR     |
| 24 lipca | finał                 | Ulrike Tauber | 4:42,77 | ,      |

## Wyniki

### Eliminacje
| Miejsce | Wyścig | Zawodniczka          | Państwo           | Czas    | Uwagi |
| ------- | ------ | -------------------- | ----------------- | ------- | ----- |
| 1.      | 3      | Ulrike Tauber        | NRD               | 4:51,24 | Q,    |
| 2.      | 1      | Becky Smith          | Kanada            | 4:52,90 | Q     |
| 3.      | 2      | Donnalee Wennerstrom | Stany Zjednoczone | 4:55,16 | Q     |
| 4.      | 3      | Cheryl Gibson        | Kanada            | 4:55,30 | Q     |
| 5.      | 2      | Sabine Kahle         | NRD               | 4:56,85 | Q     |
| 6.      | 4      | Birgit Treiber       | NRD               | 4:57,39 | Q     |
| 7.      | 3      | Monique Rodahl       | Nowa Zelandia     | 4:58,47 | Q,    |
| 8.      | 4      | Joann Baker          | Kanada            | 4:58,86 | Q     |
| 9.      | 1      | Judith Hudson        | Australia         | 5:00,25 |       |
| 10.     | 4      | Susan Hunter         | Nowa Zelandia     | 5:03,82 |       |
| 11.     | 3      | Susan Richardson     | Wielka Brytania   | 5:06,39 |       |
| 12.     | 4      | Colette Crabbe       | Belgia            | 5:06,87 |       |
| 13.     | 2      | Lynne Rowe           | Nowa Zelandia     | 5:09,21 |       |
| 14.     | 1      | Anne Adams           | Wielka Brytania   | 5:09,60 |       |
| 15.     | 3      | Jeanne Haney         | Stany Zjednoczone | 5:10,53 |       |
| 16.     | 1      | Ann Bradshaw         | Wielka Brytania   | 5:10,82 |       |
| 17.     | 2      | Natalija Popowa      | ZSRR              | 5:15,75 |       |
| 18.     | 3      | Pierrette Michel     | Belgia            | 5:15,86 |       |
| 19.     | 1      | Allison Smith        | Australia         | 5:17,51 |       |
| 20.     | 1      | Nancy Deano          | Filipiny          | 5:34,89 |       |

### Finał
| Miejsce | Zawodniczka          | Państwo           | Czas    | Uwagi |
| ------- | -------------------- | ----------------- | ------- | ----- |
| 1 !     | Ulrike Tauber        | NRD               | 4:42,77 | WR    |
| 2 !     | Cheryl Gibson        | Kanada            | 4:48,10 | AM    |
| 3 !     | Becky Smith          | Kanada            | 4:50,48 |       |
| 4.      | Birgit Treiber       | NRD               | 4:52,40 |       |
| 5.      | Sabine Kahle         | NRD               | 4:53,50 |       |
| 6.      | Donnalee Wennerstrom | Stany Zjednoczone | 4:55,34 |       |
| 7.      | Joann Baker          | Kanada            | 5:00,19 |       |
| 8.      | Monique Rodahl       | Nowa Zelandia     | 5:00,21 |       |